# Dorylaea andrewsi
Dorylaea andrewsi är en kackerlacksart som först beskrevs av Hanitsch 1931.  Dorylaea andrewsi ingår i släktet Dorylaea och familjen storkackerlackor. Inga underarter finns listade i Catalogue of Life.